# Kappel SO
| SO ist das Kürzel für den Kanton Solothurn in der Schweiz. Es wird verwendet, um Verwechslungen mit anderen Einträgen des Namens Kappel zu vermeiden. |

Kappel SO ist eine politische Gemeinde im Bezirk Olten des Kantons Solothurn in der Schweiz.

## Geographie

Luftbild (1970)

Das Dorf Kappel ist Teil des Untergäu, eingebettet zwischen Jurasüdfuss und dem Born auf 425 m über Meer. Von den 509  Hektaren Gemeindefläche sind 249 ha Wald, 176 ha landwirtschaftliche Nutzfläche und 82 ha Siedlungsfläche.
In Kappel sind 47 % der Gemeindefläche Wald. Davon sind 200 Hektaren im Besitz der Bürgergemeinde Kappel. Im Bürgerwald stehen etwa 90'000 Bäume mit einem Durchmesser von mehr als 8 cm und einer Holzmasse ca. 57'000 Kubikmeter Holz.

### Der Born
Der Born ist ein 719 m hoher Hügel der Vorjurakette. Auf dem Born steht das Wahrzeichen der Gemeinde Kappel, eine Kapelle aus dem Jahre 1866. Auf dem Born wachsen 26 Baumarten.

## Verkehr
Erschlossen ist Kappel mit einer Buslinie, welche Olten im Halbstundentakt anfährt. In der Nachbargemeinde Hägendorf ist zudem eine Haltestelle der Schweizerischen Bundesbahnen. Auch mit dem Auto ist Kappel rasch zu erreichen, liegt es doch zwischen den Autobahnzubringern A1/A2 Oensingen und Oftringen. Es gibt eine Busverbindung nach Olten im Halbstundentakt (Busbetrieb Olten Gösgen Gäu).

## Bevölkerung
| Bevölkerungsentwicklung | Bevölkerungsentwicklung |
| Jahr                    | Einwohner               |
| ----------------------- | ----------------------- |
| 1837                    | 550                     |
| 1850                    | 550                     |
| 1900                    | 532                     |
| 1950                    | 792                     |
| 2007                    | 2693                    |
| 2013                    | 3003                    |
| 2023                    | 3500                    |

## Wappen
Blasonierung
In Gelb auf schwarzem weissgewelltem Schildfuss eine schwarze sechseckige Kapelle mit weissem Portal und drei weissen Fenstern; über dem Portal ein schwarzes Vordach

## Persönlichkeiten
- Bernhard Wyss (1833–1890), Schriftsteller

## Sehenswürdigkeiten

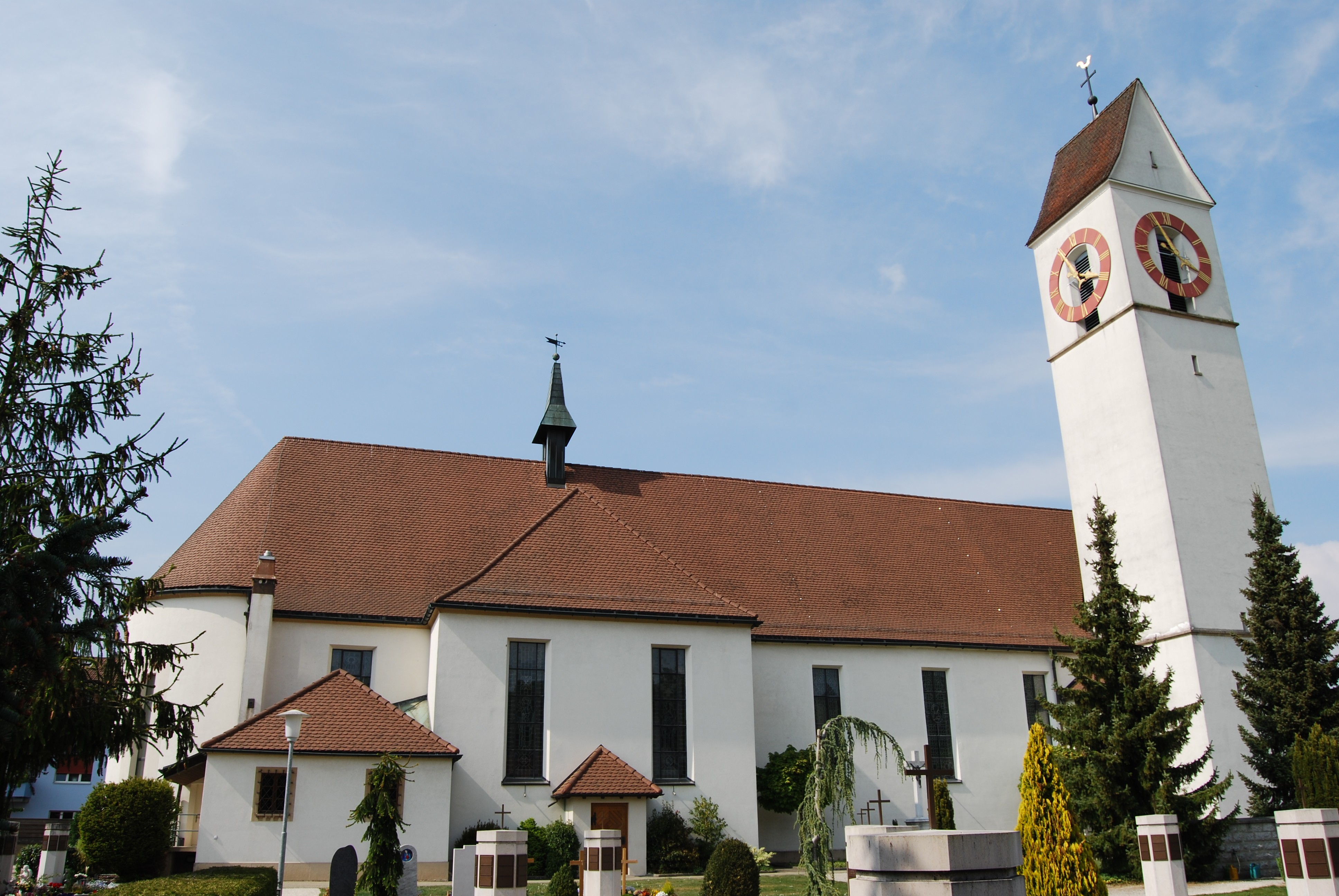
Kirche von Kappel
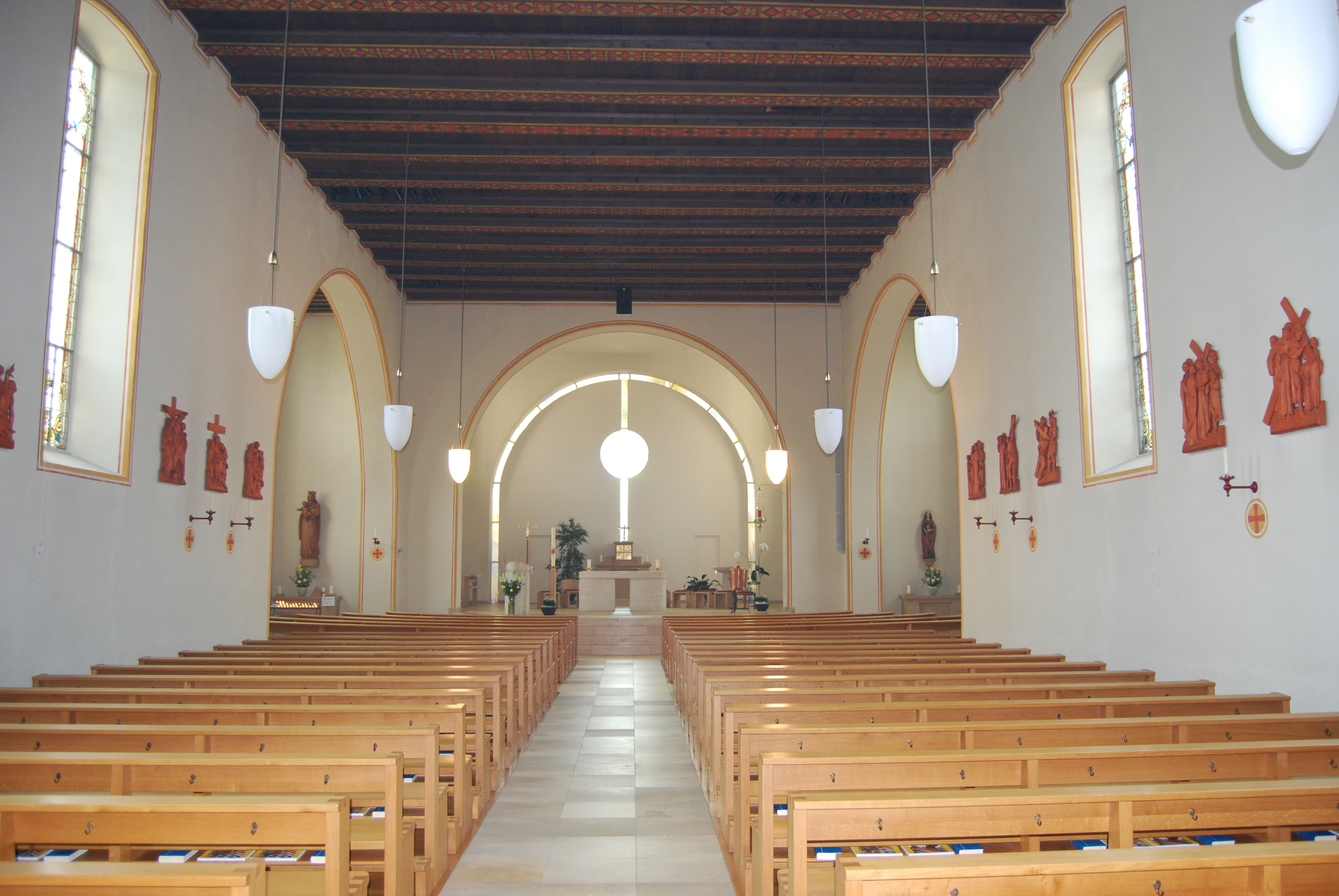
Kirche, Innenansicht
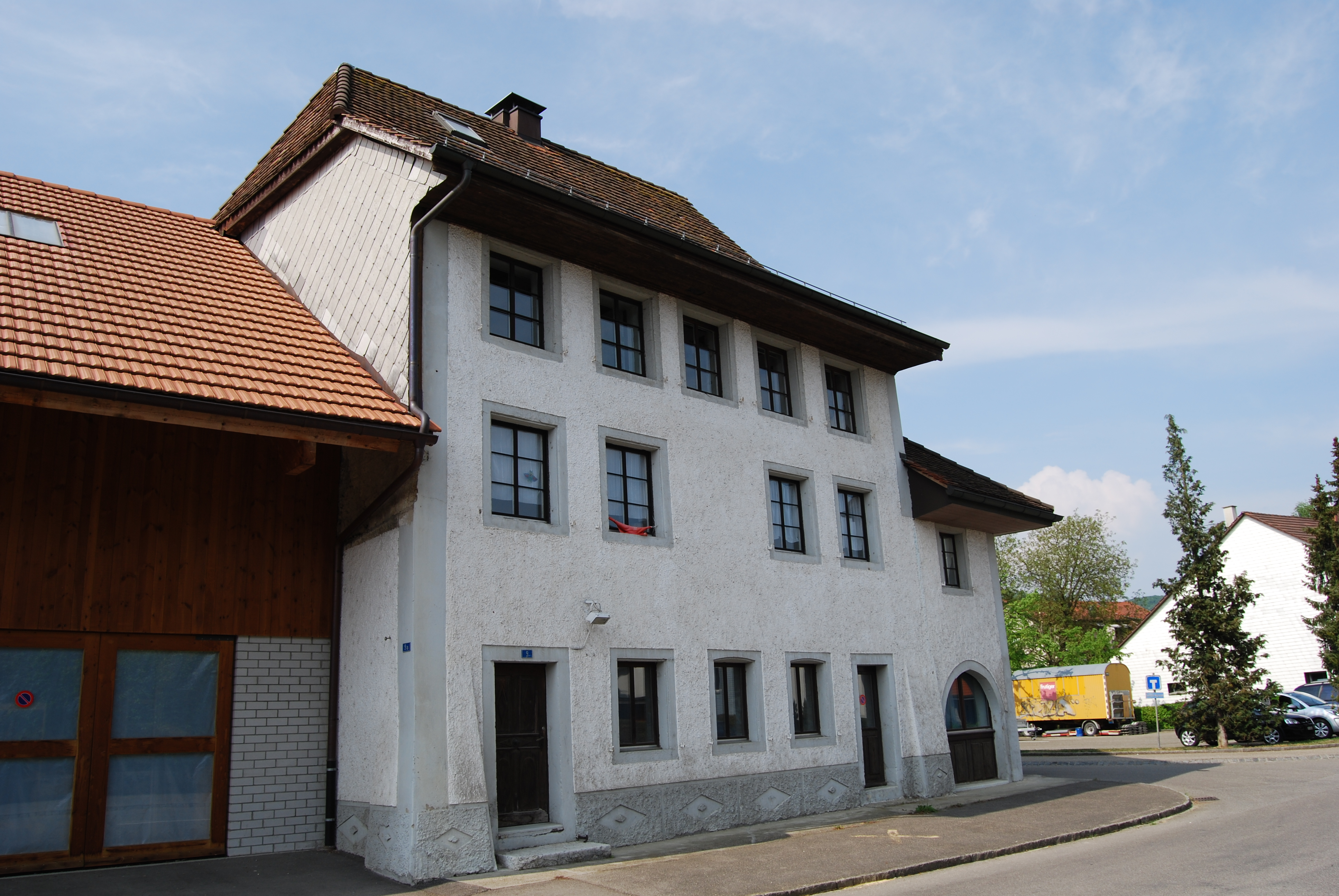
Haus im Ortszentrum